# HMS General Wolfe
Le HMS General Wolfe, également connu sous le nom de Wolfe tout court, était un monitor de classe Lord Clive construit en 1915 pour les bombardements côtiers pendant la Première Guerre mondiale. Cette classe de huit navires était armée de canons de 12 pouces provenant de quatre cuirassés pré-dreadnoughts obsolètes de classe Majestic. Leurs canons et leurs supports avaient été retirés, modifiés et installés dans les monitors nouvellement construits. Le General Wolfe a passé tout son temps de service durant la guerre avec la patrouille de Douvres, bombardant la côte belge occupée par les Allemands, qui avait été lourdement fortifiée. Au printemps 1918, il fut équipé d’un canon de 18 pouces (457 mm), avec lequel il effectua le tir à plus longue portée de l’histoire de la Royal Navy, à 36000 yards (20 milles marins) sur une cible à Snaaskerke, en Belgique. Après la guerre, il a été désarmé avant d’être mis en vente en 1920. Il a finalement été démoli en 1923.

## Construction
Le déclenchement de la Première Guerre mondiale et la chute rapide de la Belgique aux mains des Allemands signifiaient que, pour la première fois depuis des décennies, la mer du Nord entre le Royaume-Uni et l’Europe ne serait pas entièrement entourée de puissances amies ou neutres. Afin de harceler les Allemands qui occupaient la côte belge et d’empêcher l’utilisation des ports par les navires de guerre de la marine impériale allemande, il fallait des navires capables de traverser les eaux côtières peu profondes et de bombarder l’ennemi. À cette époque, les avions étaient encore relativement primitifs. Des commandes ont donc été passées pour des navires à faible tirant d'eau avec des canons à longue portée, les monitors de classe Abercrombie.
La rapidité avec laquelle la construction des monitors de la classe Abercrombie avait commencé, associée à la perspective d’un bombardement côtier à grande échelle rendu envisageable par l’entrée de l’Empire ottoman dans la guerre, a conduit Winston Churchill, alors Premier Lord de l'Amirauté et chef de la Royal Navy, à écrire au Premier Lord de la Mer Jacky Fisher le 11 décembre 1914 :

« Je propose comme base de discussion, qu’en plus des 4 monitors Schwab, nous en préparions 8 autres pour un coût ne dépassant pas 700 000 £ chacun. Ces navires doivent être armés de canons de 13,5 pouces (343 mm) ou de 15 pouces (381 mm), deux ou quatre canons dans chacun selon le cas. »

Il n’y avait cependant pas de canons de rechange utilisables. Trois canons de 13,5 pouces et des supports étaient sans affectation après le naufrage du HMS Audacious, mais il n’y avait pas de tourelles disponibles. Bien que les canons et les tourelles de 15 pouces soient plus tard réaffectés aux monitors, à cette époque, cela n’était pas considéré comme une option réalisable, alors que les cuirassés de classe Queen Elizabeth et classe Revenge étaient en cours d’achèvement. Il a ensuite été suggéré que les canons de 12 pouces (305 mm) et les barbettes des cuirassés pré-dreadnought obsolètes de classe Majestic soient retirés et placés dans les monitors, tandis que ces navires anciens étaient utilisés comme transports et pontons. L’amiral Percy Scott, le plus grand expert en artillerie de la marine, fut consulté. Il recommanda que si l’élévation maximale des canons était augmentée de leur 13,5 à 30 degrés, une portée « confortable » de 21000 yards (19 km) pourrait être atteinte.
Cinq des monitors ont été commandés à la firme Harland and Wolff, pour être construits dans leurs chantiers de Belfast et de Govan. Un autre, qui est devenu le HMS Prince Rupert, a été construit par William Hamilton and Company à Port Glasgow, et un autre au chantier naval Scotts Shipbuilding and Engineering Company à Greenock. Cela ne laissait sans constructeur que le monitor provisoirement nommé M9, car c’était le neuvième monitor mis en chantier pour la Royal Navy. Initialement, sa commande est allée à Fairfield Shipbuilding and Engineering Company le 23 décembre 1914. En raison d’une réaffectation massive des ressources causée par l’arrêt de la construction de navires de guerre, la construction de l’ancien cuirassé, aujourd’hui le croiseur de bataille HMS Renown à Fairfield, a été accélérée, tandis que la capacité de Palmers Shipbuilding and Iron Company dans le nord de l’Angleterre avait été augmentée par le transfert du HMS Repulse à Clydebank. La commande du M9 a donc été donnée le 6 janvier 1916 au chantier Palmer à Hebburn-on-Tyne, qui a également reçu la commande de ses deux moteurs 4 cylindres à triple expansion.
Avant que le M9 ne soit mis en chantier à Hebburn, il fallait décider de quel navire il recevrait son armement principal. Le 1er janvier 1915, il a été décidé que le HMS Victorious (1895) rendrait l’une de ses deux tourelles de 12 pouces, qui a été convertie sur place par l’Elswick Ordnance Company sur la Tyneside, puis retirée par grue, attendant à quai à Elswick (Tyne and Wear) jusqu’à ce que le monitor soit lancé et qu’elle soit prête à être installée. La forme de la coque était similaire à celle de la classe Abercrombie, sauf qu’en raison de l’armement principal plus léger, la coque pouvait être rendue plus étroite et plus courte, ce qui signifiait que même avec des renflements de 15 pieds (5 m), il serait capable d’accoster dans la plupart des docks, ce qui était un problème pour la plupart des monitors.
Le M9 devait à l’origine être nommé simplement Wolfe en l’honneur du vainqueur de la bataille des Plaines d'Abraham (1759), James Wolfe. Le 15 février 1915, il est rebaptisé Sir James Wolfe avant de recevoir le 8 mars le nom sous lequel il sera lancé, General Wolfe. Comme tous ses sister-ships, qui portaient le nom de célèbres officiers britanniques, le titre était le plus souvent abandonné et on n’utilisait que le nom, ici Wolfe.

## Carrière
Le General Wolfe fut lancé à Hebburn le 9 septembre 1915 et mis en service le 9 novembre sous le commandement du commandant Neston William Diggle, qui avait été nommé le 27 octobre. Il fut le dernier de sa classe à être terminé, et il arriva le 12 novembre à Douvres pour servir dans la patrouille de Douvres. Ses sister-ships avaient déjà effectué un certain nombre de bombardements côtiers, et le General Wolfe dut attendre jusqu’au 25 janvier 1916, lorsque le maréchal Ferdinand Foch de l’armée française demanda une démonstration des capacités des monitors. Le General Wolfe prit la mer sous les ordres du capitaine John Alfred Moreton et arbora la marque du vice-amiral Reginald Bacon, commandant en chef de la patrouille de Douvres, qui avait servi avec Moreton dans le service des sous-marins. Ancrés au large des côtes belges dans l’après-midi du 26 janvier, le General Wolfe et six autres monitors bombardent les batteries d’artillerie allemandes à Westende, entre Nieuport et Ostende, chacun des plus grands monitors tirant environ onze coups avec repérage aérien (observation de la chute des obus) fourni par des avions

### 1916
Le 24 avril 1916, le General Wolfe et son sister-ship le Prince Eugene furent envoyés pour protéger la pose d’un barrage de filets anti-sous-marins à douze milles marins au large des côtes belges, s’étendant sur vingt milles de Nieuport à Zeebruges. Le General Wolfe a été repéré par la batterie Tirpitz, armée de quatre canons de 279 mm, et visé à une distance de 32000 yards (18 milles). Il se mit hors de portée, mais fut attaqué (de manière inefficace) par des avions allemands, auxquels il répondit par des tirs. Il a ensuite fourni une couverture aux destroyers britanniques lorsque les Allemands ont tenté de repousser une attaque de torpilleurs. Par la suite, jusqu’en septembre, lorsque le temps devient hivernal, le General Wolfe et les autres monitors armées de canons de 12 pouces patrouillent le long de la côte belge avec d’autres monitors, destroyers et chalutiers pour empêcher les Allemands de percer le barrage, de draguer les champs de mines britanniques ou de poser plus de mines. Grâce à leur énorme maitre-bau et à leurs gros canons, les monitors de 12 pouces étaient considérés comme invulnérables à tous les navires de guerre, sauf les croiseurs.
Pendant la préparation de l’offensive de la Somme le 15 septembre 1916, la patrouille de Douvres a été chargée d’immobiliser les forces ennemies sur la côte belge. Du 8 au 15 septembre, tous les monitors de la patrouille furent engagés, et les monitors de 12 pouces, y compris le General Wolfe, tirèrent deux cents des trois cents obus lourds tirés au cours de cette période. Ils servaient également de repères de visée pour les plus grands monitors à canons de 15 pouces. Pendant les douze mois suivants, si le temps le permettait, les monitors continuèrent la tâche ingrate de patrouiller. 

### 1917
En juillet 1917, le General Wolfe et un certain nombre de ses sister-ships sont retirés des patrouilles en vue de l’opération Hush, un débarquement prévu sur la côte belge par la 1ère division. Le General Wolfe et le General Craufurd auraient été chargés de remorquer l’un des trois pontons de 160 m de long, chacun d’entre eux étant capable de transporter des centaines d’hommes ainsi que des chars, des canons et des moyens de transport. Le débarquement avait été conçu pour coïncider avec le succès allié lors de la troisième bataille d'Ypres, qui s’ouvrit le 31 juillet 1917. Cette offensive a cependant échoué, de sorte qu’il a été jugé trop dangereux de tenter un assaut sur la côte. Les monitors, qui s’entraînaient sans relâche à South West Reach dans la Tamise depuis juillet, reçurent l’ordre de se rendre à Portsmouth le 2 octobre. Le General Wolfe arriva le 4 octobre et fut mis en cale sèche pour maintenance.

### 1918
Au début de l’année 1918, le General Wolfe a été sélectionné, avec le Lord Clive et le Prince Eugene, pour être converti afin d’accueillir un canon de 18 pouces (457 mm). Le support du canon, le plus grand en service dans une marine, a été nommé le « 15-inch B C.D. ». « 15-inch B » était le nom de code du canon de 18 pouces lui-même, et C.D., pour « Coast Defence » reflétait l’utilisation possible de la pièce contre la terre ferme. L’affût a été conçu et construit par l’Elswick Ordnance Company, mais en raison de problèmes de main-d’œuvre, bien que la commande ait été passée en octobre 1917, il n’a été achevé qu’en mai. Il est finalement arrivé à Portsmouth pour être installé sur le General Wolfe le 20 juin 1918. Le General Wolfe avait été pris en charge par le chantier naval de Portsmouth le 5 avril afin de réaliser les modifications structurelles nécessaires pour supporter le poids du canon de 18 pouces et son affût sur son pont arrière. Le poids total de l’affût était de 384 tonnes, sans compter le poids de soixante obus et soixante-douze charges complètes de cordite. Le canon lui-même, qui était fixé à tribord, était destiné à la tourelle « A » du grand croiseur léger HMS Furious et a été installé le 9 juillet. Le General Wolfe était prêt le 7 août pour les essais de tir au canon, qui eurent lieu au large de l’île de Wight et furent couronnés de succès. L’affût, avec son grand bouclier en forme de boîte, défigurait tellement la poupe du navire qu’elle valut au General Wolfe les surnoms d'« éléphant » et « château ». Le 15 août, le monitor retourna à la patrouille de Douvres, étant le premier des monitors à canon de 18 pouces à reprendre du service. Il avait un nouveau commandant, le commandant S.B. Boyd-Richardson. Le reste du mois d’août et la majeure partie de septembre, il ne vit aucune action.
En coopération avec les forces alliées attaquant la côte belge, les monitors ont été utilisés pour un bombardement côtier prolongé. Dans la nuit du 27 au 28 septembre, les sept monitors dont disposait la patrouille de Douvres bombardèrent des cibles près d’Ostende et de Zeebruges, en utilisant leurs canons de petit calibre, pour faire croire aux Allemands qu’un débarquement de nuit par les forces alliées pourrait y être effectué, après les raids précédents sur Ostende et sur Zeebruges en avril.
À l’aube, les monitors s’étaient disposés en trois divisions au large du West Deep, où ils pouvaient harceler les lignes de communication allemandes loin à l’intérieur des terres. Le General Wolfe était en Division III avec le nouveau navire de défense côtière HMS Gorgon (1914). Le General Wolfe était ancré parallèlement à la côte. À 7 h 32, il ouvrit le feu sur le pont ferroviaire de Snaaskerke, à quatre miles au sud d’Ostende, à une distance de 36000 yards (32918 m). Il tira donc l’obus le plus lourd du plus gros canon à la plus longue portée à ce jour, et à la plus longue portée qu’un navire de la Royal Navy ait jamais tirée en action. Pendant le reste de la journée, le General Wolfe tira sur Snaaskerke cinquante-deux obus de 18 pouces sur les soixante dont il disposait, tous atterrissant près de la cible.
Pendant les deux semaines suivantes, le General Wolfe et les autres monitors de la patrouille continuèrent un bombardement intermittent de la côte belge, interrompu par le mauvais temps ou le manque de soutien aérien pour repérer la chute des obus. À la mi-octobre, les Allemands évacuèrent la côte belge et les monitors retournèrent à Sheerness lorsque l’armistice du 11 novembre 1918 fut signé. Le General Wolfe fut désarmé le 19 novembre 1918.

### Après-guerre
Le General Wolfe a été placé sur la liste de vente par ordre de l’Amirauté le 7 avril 1920. Il avait été annoncé le 6 qu’il se rendrait seul au chantier naval royal de Portsmouth pour y faire enlever ses canons et autres accessoires utiles, après quoi il retournerait ensuite sur la Humber. En décembre 1920, son canon de 18 pouces a été retiré et entreposé. Il fut démantelé en 1933. Le navire a été vendu à Thos. W. Ward le 9 mai 1921 et démoli à Hayle en 1923.

## Commandants
- Commander Neston William Diggle
- Captain John Alfred Moreton
- Commander Sydney Boyd Boyd-Richardson